# 森茂喜
森 茂喜（もり しげき、1910年3月27日 - 1989年11月19日）は、日本の政治家、陸軍軍人（中佐）。父は根上村長を務めた森喜平。長男は第85・86代内閣総理大臣の森喜朗。

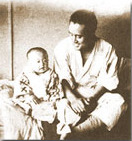
1937年、長男の喜朗と

## 来歴・人物
石川県能美郡根上村（現能美市）出身。旧制小松中学、早稲田大学専門部法律科で学ぶ。大学時代はラグビー部の中心選手として活躍した。大学卒業後、京都市役所で勤務。その後石川県庁に移る。
日中戦争勃発により陸軍に召集され従軍（特別志願将校）。少尉時代に上海上陸から南京攻略戦、その後徐州作戦、武漢作戦と初期の激戦を一通り経験し、伝記にも載っている。週刊誌に取り上げられたこともある。
満州の牡丹江に駐留していた歩兵第7連隊第9中隊長時代、部下に丁来赫（チョン・ネヒョク）が居た。丁は後年韓国国防部長官としてよど号ハイジャック事件の解決に奔走した。戦後も茂喜とは会食を重ねており、息子の喜朗とも交流し、茂喜の墓参りも行っている。
太平洋戦争後半の1944年に独立歩兵第338大隊長(大尉)として大陸から南洋諸島に転じトラック島空襲後、トラック島に上陸した。同島では花島、その後水曜島に駐留。英米捕虜の管理を任されていたらしく、娯楽の無い大海の孤島にあってラグビーボールを自作し、部下や捕虜と楽しんだ。この伝聞を息子の喜朗は『森の清談』で早坂茂三に語っている。その後、同地で終戦を迎える。最終階級は中佐。
復員後1947年に根上町議会議員選挙に出馬し初当選。6年後の1953年に根上町長に就任（無投票当選）。森は町民からの圧倒的な支持を受け、1985年まで9期連続無投票で当選した（自治体首長としての最多記録）。全国町村会副会長、宮竹用水理事長などの要職も歴任した。
人徳者として知られ、常に正座して町民と対話したことから、「おぶつけ町長」と呼ばれた。座右の銘は「滅私奉公」。仕事のかたわら、第四高等学校（現在の金沢大学）でラグビーを指導。石川県ラグビー協会会長などを歴任した。大西鐡之祐はラグビー部の後輩で、早大ラグビー部の合宿を根上で世話するなどの活動も行った。息子の喜朗が早大に入学した際胃カタルで退部するまでの4ヶ月を過ごし、退部に伴い退学を申し出た喜朗を大西と共に励ましている。
1989年4月1日、体調不良を理由に町長を辞任。退職金をすべて町に寄付し、話題を集めた。辞任後、根上町名誉町民となった。同年11月19日、肺炎のため根上町総合病院で死去。享年79。葬儀の喪主は長男・喜朗が務めた。

## 産業の振興
町長となった森が熱心に取り組んだことの一つが根上への産業誘致であった。根上町としては誘致条例を設置し、1959年には最初の誘致工場が操業を開始した。以降「昭和30年代には9社」、「昭和40年代には15社」を誘致したと言う。誘致場所は海岸地帯であった。1975年には工業製品出荷額が県内町村第1位となったと言う。高速道路の必要性も主張し、建設に協力的だった。その結果、北陸自動車道の開業は小松－西金沢間（1972年開通）が最も早かったという。こうした姿勢はソビエト・ロシアとの繋がりや教育への考え方などと同様に息子の喜朗にも引き継がれ、喜朗は衆議院議員であったため、北陸地方・ひいては日本全域に拡大されている。

## ソ連との交流

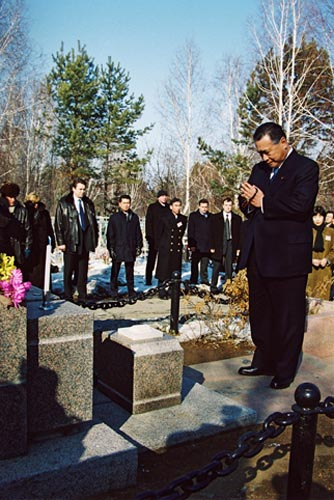
2001年3月25日、茂喜の墓参を行う喜朗

石川県は今もロシア協会が対露交流を行うなど、ロシアとの文化交流が深いが、その礎を築いたのが森だった。
日ソ協の会長を務めていた関係で、1950年代よりソ連との民間交流を実施していることでも知られていた。内容としては中学生の相互訪問であり、日本側がソ連に出向くときはピオネールのキャンプ場が目的地であった。最初の訪問団が訪ソした時から、現地では日の丸と君が代を尊重した扱いを受け、感動したという。喜朗によれば「はじめは、子供たちが共産党になじんだり、アカになるから危険だ」と周囲は疑心暗鬼であったが、「ソ連に行った子供たちは学校ではやらないのに、初めて外国で日の丸を見て君が代を歌ってポロポロ泣いた。」事実を挙げ、生き生きとした体験の例として紹介している。その後、金沢市とイルクーツク市は姉妹都市の関係を結び、根上町はシェレホフ市（en）と締結した。その後、子供ばかりでなく、大人の交流も増加していったという。茂喜は交流に当たり、ソ連の地元側に丁重に接したため先方も更に丁重な姿勢で出迎えるようになった。
茂喜の持論は「日ソ交流が正々堂々と行われる日が必ず来る」というものであり、この交流を読売新聞で紹介した村上薫は同時期にソ連が崩壊過程に入って西側と急激に接近し始めたことを挙げ、茂喜の予想が早期に実現したことを示している。
茂喜の死後、遺言に従って遺骨の一部がシェレホフ市に送られ、墓が造られた。その墓は茂喜が要求したもので、自分の死後も交流を絶えさせないための手段であったという。2001年にイルクーツクでの日露首脳会談の際には、息子・喜朗と共にウラジーミル・プーチン大統領が墓参をおこなった。2010年8月には、息子・喜朗が同地を訪れ、母の遺骨の一部を茂喜の墓に納めた。

## 小松飛行場の受入れ
1950年代後半になると自衛隊組織も整備が進み、日本海側の拠点として当時在日米軍が管理し休眠状態だった小松飛行場の活用が計画された。この受入れを巡って小松市などの地元自治体では反対運動が発生したが、根上町は基地周辺の自治体ではあるものの、飛行ルートからややそれた位置にあった。そのため森は、特別調達庁（途中で防衛施設庁に移行）などと共に地元対策、調停を経験している。高度成長末期に入ると航空自衛隊の機種更新によって小松基地にもF-4EJが配備される見通しとなり、小松飛行場の周辺自治体では、周辺対策や運用規制を盛り込んだ「10・4協定」が締結される。
その後、基地という全国レベルの国防サービスに使用する公共財が特定の場所に存在することによる外部不経済の緩和を目的とした周辺対策の法整備が進んでいく。旧防衛施設庁（2007年防衛省に統合）による「防衛施設周辺の生活環境の整備等に関する法律」等による周辺対策事業が実施され、その対象は小松市、加賀市、根上町であった。これら自治体には特定防衛施設周辺整備調整交付金などが支給され、防音工事や排水路改修にとどまらず、道路改修や民生安定対策として公民館、学校、保育園などの整備などが行われ、社会資本の整備が進んでいった。
この件に関して、茂喜は小松周辺自治体首長を集めて行われた雑誌対談にて次のように述べている。
「基地を中心に結論から言えば、私は終始一貫基地のおかげということを町民に訴えてきた。基地のおかげでいろんなものをしてもらっている。基地がなかったら、恐らく私の町の財政力で何一つできんでしょう。これは市にも言えることではないですか。まあ、その基地のおかげというものは、幸いにして周辺の自治体はみんな思っているんですよ。」
「一番いい例としてね。根上町の中心に（中略）保育園が防音でできたときに、たまたまその地域の町議会議員の一人の中に基地反対の議員がいた。そこで彼を建設委員長といいますか、工事委員長にした。そして竣工式に委員長として工事経過報告した際、「これも基地のおかげ」であると報告した。それは彼にとってその言葉がどんなに言いづらい苦しいことだったと思います。ところがね、彼は言いましたよ。基地のおかげで保育園が建ったら率直にそれを認めて、基地のおかげと言うことは何か不思議ですか。（中略）彼の態度は実に立派でした。その後私は町内のいろいろな懇談会や会合にこのことを町民の皆様に話してきました。」
「私は先ほどから皆さんに申し上げていることはね、耳ざわりな点もあるでしょうね。私は基地反対せんと、こう言う。しかし、これね、援護射撃をしているんですわ。そうでしょう。基地のおかげというものは、今小松の市長さんさえ言えんことでしょう。今の市議会の構成から言っても。基地のおかげさまと言うことを市長が言ったら、それはつるし上げに遭うぐらいね、お前市民のこと考えとるのかと、すぐやられる。ところが私はそれ言える立場や、ね。基地所在地でないから。だから区分はありますよ。基地所在地と基地周辺とは全然違うんだ。国の扱い方が。（中略）根上はいろいろやってもらっているから、まあありがたいという言葉が出る。」
また、自衛隊に対しては国防の為に必要と明言した他
「国を守るという基本から言っても、また現実に第一線に働いている自衛隊のあの姿見たときにね、これはわれわれはね、気の毒だという気がする。ねえ。命を的にして、はっきり言やね、いつあの世へ行くかわからない。そういうこと言や、またあの連中（基地反対派）は言うに決まっとるけれども、そういう危険を伴いながらも、ほんとに皆さんやっている。」
といったコメントを残している。

## 文献
- 森茂喜伝記刊行委員会『おつぶけ町長森茂喜その人と足跡』 北国新聞社 1992年3月
  - 上巻目次、下巻目次（自費出版図書館）